# Angrite
Les angrites constituent un groupe rare de météorites achondrites constituées principalement des minéraux olivine, augite et anorthite. Le groupe tire son nom de la météorite d’Angra dos Reis. Les angrites sont des roches magmatiques contenant souvent des porosités, avec des vésicules de diamètre allant jusqu'à 2,5 cm. Les angrites sont les plus anciennes roches magmatiques avec des âges de cristallisation d'environ 4,56 milliards d'années.
En comparant le spectre en réflectivité des angrites avec ceux de plusieurs astéroïdes de la ceinture principale, deux corps parents potentiels ont été identifiés : (289) Nenetta et (3819) Robinson.